# Летиција Батаља
Летиција Батаља (итал. Letizia Battaglia; Палермо, 5. мај 1935 — Чефалу, 13. април 2022) била је италијанска фотографкиња и фото-журналисткиња са Сицилије. Мада њене фотографије документују широк спектар сицилијанског живота, најпознатија су њена дела о мафији.

## Биографија
Летиција је рођена у Палерму, административном центру италијанског острва Сицилије. Удала се веома млада, у шеснаестој години. Године 1971. развела се од мужа и почела да се бави фото-журналистиком (новинарством чији је главни медиј фотографија), уз то одгајајући своје три ћерке.
Првобитно је писала неилустроване чланке, али је убрзо набавила фото-апарат, схвативши да ће успешније продати своје текстове ако уз њих постоји и пропратна фотографија. Тада је открила страст за фотографијом. Око 1974. године живела је у Милану, где је срела свог дугогодишњег сарадника Франка Цекина (итал. Franco Zecchin).
Заједно су се вратили на Сицилију, како би радили за левичарски часопис L'Ora из Палерма, који је насилно угашен 1992. године.

## Каријера
Током своје дугогодишње каријере, Батаља је фотографисала око шестсто хиљада ситуација о којима је извештавала у новинама. Овим чином она је документовала како унутрашњи рат мафије, тако и њен утицај на обично грађанство. Дешавало се да је дневно била и на четири или пет места убистава. Заједно са Цекином направила је многе фотографије које су обишле свет. Толико је поседовала фотографија мртвих, да је једном приликом закључила: Наједном, имала сам читав архив крви.
Такође је учествовала у борби за права жена и очување животне средине. Неколико година је паузирала са фотографисањем, како би ушла у свет политике. Од 1985. до 1991. године била је посланица у Скупштини града Палерма при странци „Зелених“, а од 1991. до 1996. посланица у Регионалној скупштини Сицилије при „Покрету за демократију — Мрежа“. Током политичке каријере залагала се за обнову старих делова Палерма. Крајем двадесетог века засновала је издавачку кућу Edizioni della Battaglia и месечни женски часопис Mezzocielo.
Године 1993. Летицијине фотографије су помогле полицијским инспекторима да открију везе бившег италијанског премијера Ђулија Андреотија са мафијом. Наиме, у Батаљином архиву пронађене су две фотографије из 1979. на којима се Андреоти налази са важним мафијашем, за кога је бивши премијер тврдио да му је непознат.
Батаља је добитница великог броја престижних фотографских награда, како у двадесетом, тако и у двадесет првом веку. Године 1985. награђена је „Наградом Вилијама Јуџина Смита“ за хуманистичку фотографију. Године 1999. њене фотографије је као животно дело наградио Међународни фонд за документарну фотографију „Мајка Џоунс“. Године 2007. похвалило ју је Немачко фотографско друштво „Саломоновом наградом“, исто за животно дело.
Године 2005. глумила је у документарцу Excellent Cadavers у улози преживелог и страственог сведока страдања због мафије. Постоје и други документарни филмови засновани на њеном лику и делу.
У интервјуу из фебруара 2014. године, Батаља је у вези са мафијом у данашње време изјавила: Немојте мислити да је мафија нестала. И даље је ту, посебно у сицилијанској политици. Данас је теже фотографисати мафијаше јер имају дипломе, носе одела, раде у банкама и баве се политиком. То нису исти сељаци које смо имали прилике да видимо у прошлости. (...) И даље има насиља и корупције, огроман број људи је приморан да плаћа рекет. Важно је да данас знамо целу истину. (...) И даље нам је потребно добро новинарство да би се то десило.